# Сарлагаб
Сарлагаб — царь гутиев, правил приблизительно в 2191 — 2185 годах до н. э.
Воевал с царём Аккада Шаркалишарри и, по-видимому, попал к последнему в плен. В своей надписи о пленении гутийского вождя, Шаркалишарри называет того Сарлагом, что очевидно, идентично Сарлагабу.
Правил Сарлагаб 6 лет.
| Династия гутиев         |                                      |                  |
| Предшественник: Инкешуш | царь гутиев ок. 2191 — 2185 до н. э. | Преемник: Шульме |